# Arminius
Arminius (18/17 f.Kr. - 21 e.Kr.) - også kendt som Armin og Hermann - var en høvding for en germansk stamme. Han ledte en hær, der slog tre romerske legioner i Slaget i Teutoburgerskoven i år 9 e.Kr. Sejren betød at Romerriget opgav planerne om at udvide riget øst for Rhinen. Armenius blev dræbt af medlemmer af sin egen stamme i 21 e.Kr., idet de mente at han var ved at blive for magtfuld.